# Тайваньский жестовый язык
Тайваньский жестовый язык (кит. трад. 台灣自然手語, пиньинь Táiwān zìrán shǒuyǔ, палл. Тайвань цзыжань шоуюй) — жестовый язык, который наиболее часто используется на Тайване. Относится к семье японского жестового языка. Малоизучен, как и все жестовые языки Восточной Азии.

## О названии
За пределами Тайваня этот язык называют «тайваньским» (кит. трад. 台灣手語, пиньинь Táiwān shǒuyǔ, палл. Тайвань шоуюй), внутри страны — «естественным» (кит. трад. 自然手語, пиньинь zìrán shǒuyǔ, палл. цзыжань шоуюй). Калькирующая жестовая речь на основе севернокитайского языка, разработанная в 1970-х годах, именуется «грамматическим жестовым языком» (кит. трад. 文法手語, пиньинь wénfǎ shǒuyǔ, палл. вэньфа шоуюй), а китайский жестовый язык называют так же, как и в Китае, «китайским» (кит. трад. 中國手語, пиньинь zhōngguó shǒuyǔ, палл. чжунго шоуюй).

## Современное положение
По состоянию на 2015 год численность носителей точно не известна, так как о владении тайваньским жестовым языком не спрашивают во время переписей населения. Имеет два диалекта: тайнаньский и тайбэйский. Диалектные отличия относятся в основном к лексике, взаимопонимание они не затрудняют. Например, отличаются жесты «ананас», «машина», «вино».
После 1945 года обучение в школах для глухих перевели на калькирующую жестовую речь, содержащую морфологию и синтаксис севернокитайского языка и преимущественно тайваньскую лексику. Жестовый язык в основном взаимопонятен с калькирующей жестовой речью, но степень взаимопонятность сильно снижается в разговоре из-за большой разницы в грамматике.

## История языка
Язык появился во время японской оккупации Тайваня. В 1915 была построена школа для глухих в Тайнане, где преподавали учителя из Осаки, а в 1917 году аналогичное заведение появилось и в Тайбэе, однако там обучение вели преподаватели из Токио. Отличия в диалектах японского жестового языка заложили диалектные отличия тайваньского. После передачи Тайваня Китаю тайваньский жестовый язык обогатился лексикой китайского жестового языка.

## Лингвистическая характеристика

### Фонология
Жесты тайваньского жестового языка имеют те же основные фонологические компоненты, что и жесты других жестовых языков: форма кисти, расположение, движение, ориентация руки и немануальные компоненты — поднятые и нахмуренные брови, кивки и другие движения головой и торсом. Примерами минимальных пар, контрастирующих в последнем компоненте, могут быть жесты «голова» и «понятно»: оба требуют касания виска указательным пальцем, но первый не сопровождается дополнительными движениями, а для произнесения второго требуется округлить губы, втянуть в себя воздух и двигать головой.
Идентифицировано 62 основных форм кисти

### Морфология
Наиболее продуктивный метод словообразования — сложение жестов с произношением их последовательно или одновременно. Так, жест «черты характера, личность» состоит из последовательного произношения жестов «личность, человек» и «привычка», а жест «жениться» — из сближения рук, которые одновременно складываются в жесты «мужчина» и «женщина».
Глаголы согласуются с подлежащим и сказуемым (обычно одновременно) и могут включать морфемы, модифицирующие вид глагола, но морфологического отражения времени глагола в тайваньском жестовом языке не выявлено. Согласование выглядит следующим образом: после произнесения подлежащего рука говорящего перемещается к месту произнесения жеста-дополнения, выполняя жест-глагол (либо наоборот). Глаголы могут также согласовываться в роде, причём отставленный большой палец означает мужчину, а мизинец — женщину.

### Синтаксис
В именной группе определение обычно следует за определяемым.
Базовый порядок слов — SVO, из-за топиковой структуры языка более распространены порядки OSV и SOV. Широко используются классификаторы, заменяющие подлежащее или дополнение при согласовании глагола с подлежащим. Все классификаторы представляют собой базовые положения кисти.
Глаголы могут иметь совершенный, длительный и усиленный вид (последний означает продолжительное по времени действие либо действие высокой интенсивности или частотности). Совершенный вид у глаголов движения иногда может выражаться остановкой рук в конечном положении, однако имеется также универсальный способ обозначения совершенного вида — добавление особой морфемы «действие окончено» после глагола. Длительный и усиленный вид также могут выражаться редупликацией.
Тайваньский жестовый язык был первым среди жестовых, у которого были обнаружены вспомогательные глаголы, что является типологической редкостью. Их три, они используются перед глаголами, не выражающими отношение между подлежащим и дополнением с помощью движения, и согласуются с ними.
Морфемы модальности могут как предшествовать глаголу, так и следовать за ним. Большинство таких морфем может стоять только после глагола, а те, что могут занимать оба положения, при постановке перед глаголом несут оттенок желания и способности подлежащего выполнять действие.
Отрицательные морфемы всегда стоят после глагола. Для отрицания используется широкий набор немануальных компонентов: прищуривание глаз, движения и наклон головы, вытягивание сжатых губ вперёд, высовывание языка.
Вопросительные слова всегда стоят в конце предложения и сопровождаются немануальными компонентами. Вопросительной морфемы в общих вопросах нет, вместо неё используются немануальные компоненты, например, поднятые брови, широко открытые глаза и кивок.

### Лексика
Лексика тайваньского, японского и корейского жестовых языков остаётся очень близкой. Язык не имеет пальцевого алфавита, однако в нём используются отдельные английские слова, проговариваемые пальцевой азбукой. Иероглифы часто рисуют в воздухе пальцем или показывают руками.
Помимо собственных слов для обозначения понятий используются кальки из севернокитайского языка: понятие «высокоскоростная железная дорога» можно выразить не только собственным жестом, но и сочетанием жестов «высокий» и «железо», аналогично китайскому сокращению (кит. трад. 高鐵, пиньинь gāotiě, палл. гаоте от кит. трад. 高速鐵路, пиньинь gāosù tiělù, палл. гаосу телу).
В тайваньском имеется обычное для жестовых языков разделение глаголов на простые, согласовательные и местные. В простых глаголах («думать», «бояться») отсутствует согласование: отношения между подлежащим и дополнением выражаются порядком слов; согласовательные глаголы («верить», «платить») выражают это отношение движением, а местные глаголы («бежать», «прыгнуть») сообщают информацию о положении и движении объекта буквально. Вид и образ действия простых глаголов выражаются немануальными компонентами и повторением жестов. Согласовательные глаголы обычно начинаются с местоположения подлежащего, а затем двигаются к дополнению, но некоторые глаголы (например, «приглашать») согласуются сначала с дополнением; также глаголы этого типа могут выражать информацию о числе и лице подлежащего и дополнения. Местные глаголы выражают движение, произошедшее в реальном мире, аналогичным движением в концептуальном пространстве выполнения жестов; они могут выражать вид и образ действия, но не число или лицо.
Существует несколько словарей тайваньского жестового языка, в частности, двухтомное издание Шоунэншэнцяо (кит. трад. 手能生橋, пиньинь Shǒu Néng Shēng Qiáo) авторства Ши Вэньханя (кит. трад. 史文漢) и Дин Лифэня (кит. трад. 丁立芬). Исследовательская группа по жестовым языкам Государственного университета имени Чан Кайши составляет онлайн-словарь с видео.

### Использованная
- Susan Fischer and Qunhu Gong. Variation in East Asian sign language structures // Sign Languages / edited by Diane Brentari. — Cambridge University Press, 2010. — ISBN 978-0-511-71301-9.
- James H. Y. Tai, Jane Tsay. Sign Languages, Táiwān // Encyclopedia of Chinese Language and Linguistics / Rint Sybesma (ed.). — Koninklijke Brill NV, 2017. — Т. 4. — ISBN 978-90-04-18643-9.
- William S-Y. Wang, Chaofen Sun, James H.-Y. Tai, Jane S. Tsay. Taiwan Sign Language // The Oxford Handbook of Chinese Linguistics / William S-Y. Wang, Chaofen Sun (eds.). — Oxford University Press, 2015. — ISBN 978-0-19-985633-6.

### Дополнительная
- Huteson, Greg. Report on Social, Educational, and Sociolinguistic Issues that Impact the Deaf and Hard of Hearing Population of Taiwan (PDF). SIL International (2003).